# Zavod za prestajanje kazni zapora Ljubljana
Zavod za prestajanje kazni zapora Ljubljana je zavod, v katerem svojo kazen prestajajo obsojenci, priporniki in osebe, zoper katere se izvršuje uklonilni zapor. Zavod ima kapaciteto 128 oseb in se nahaja na Povšetovi 5 v Ljubljani. Pod zavod Ljubljana spada tudi Oddelek Novo mesto, s kapaciteto 35 oseb in Odprti oddelek Ig, s kapaciteto 27 oseb.
Direktor zavoda Ljubljana je Miran Candellari.

## Zgodovina
Zavod je bil pravnoformalno ustanovljen leta 2000, ko so preimenovali dotedanje Zapore Ljubljana.